# Hrvatski Telekom

Logotipo de T-HT.

Hrvatski Telekom es el principal proveedor de servicios de telecomunicaciones en Croacia, con más de 1,3 millones de líneas fijas, cerca de 2,5 millones de subscriptores de móviles y 648 000 conexiones de banda ancha mediante sus divisiones residencial y de empresas.
Desde su salida a cotización pública en octubre de 2007, las acciones de T-HT se han negociado en la bolsa de Zagreb, y también en la bolsa de Londres. Deutsche Telekom AG posee el 51 % de las acciones de T-HT, el Fondo de Veteranos de Guerra y el Fondo de Pensionistas poseen el 7 % y el 3,5 % respectivamente. El resto permanece en el mercado libre y está en manos de inversores privados e institucionales.
Las principales actividades de Hrvatski Telekom d. d. y de otras empresas subsidiarias comprenden los servicios de telecomunicaciones, diseño y construcción de redes de telecomunicaciones en el territorio de la República de Croacia. Además de telefonía fija, el grupo también proporciona acceso a internet, incluido IPTV, transmisión de datos, y redes de telefonía móvil GSM y UMTS.

## Historia
La compañía fue fundada el 28 de diciembre de 1998 en Croacia, de conformidad con la ley de separación de Correos Croatas y Telecomunicaciones en las dos entidades diferentes Correos de Croacia y Telecom Croata, y en las que las operaciones de negocio de la antigua Hrvatska pošta i telekomunikacije (HPT s p.o.) fueron separadas y transferidas a las dos nuevas sociedades anónimas: Hrvatske telekomunikacije d.d. (después Hrvatski Telekom d.d.) y Hrvatska pošta d.d., que empezaron sus operaciones el 1 de enero de 1999.

### Años recientes
En el curso de 2002 HT-mobilne komunikacije d.o.o. (después T-Mobile Croatia d.o.o.) fue registrada como compañía separada, enteramente subsidiaria en propiedad de Hrvatske telekomunikacije d.d., con el propósito de proveer servicios de telefonía móvil. Esta empresa fue nuevamente fusionada con su matriz en 2010.

## Subsidiarias
- Hrvatski Telekom d.d.
- Iskon Internet d.d.
- Combis d.d.